# Comisario europeo de Innovación, Investigación, Cultura, Educación y Juventud
El comisario de Innovación, Investigación, Cultura, Educación y Juventud es el miembro de la Comisión Europea que tiene responsabilidades en dichos ámbitos ejecutivos. La cartera es el resultado de la fusión, en 2019, del cargo de comisario de Educación, Cultura, Juventud y Deporte con el de comisario de Investigación, Ciencia e Innovación.
Los principales objetivos de las políticas de investigación e innovación de la UE son la innovación abierta, ciencia abierta y apertura al mundo. Desde 2019, la Comisión von der Leyen busca que la investigación y la innovación impulsen la transición ecológica y digital de la UE.

## Dirección general de investigación e innovación (DG RTD)
Esta dirección general de la Comisión se encarga de las políticas de la UE sobre ciencia, innovación e investigación, con el objeto —según la Comisión Europea— de “crear crecimiento y empleo y de superar los principales retos sociales”.

### Horizonte Europa
La UE busca adoptar el programa de investigación e innovación Horizonte Europa que cuenta con un presupuesto de unos 95.500 millones de euros para el periodo 2021-2027. Esto incluye 5.400 millones de euros del Next Generation EU para impulsar la recuperación y hacer que la UE sea más resistente tras la pandemia de COVID-19, así como un refuerzo adicional de 4500 millones de euros.

## Dirección general de educación, juventud, deporte y cultura (DG EAC)
Esta dirección general se encarga de las políticas de la UE en materia de cultura, deporte, educación, idiomas y juventud. El DG EAC apoya las políticas de la Comisión a través de una variedad de proyectos y programas como Creative Europe, Erasmus+, Marie Skłodowska-Curie Actions y del Instituto europeo de Innovación y Tecnología (IEIT).

## CORDIS
CORDIS (Community Research and Development Information Service, en español Servicio de información para la comunidad de investigación y desarrollo) es la principal fuente de la Comisión Europea sobre los resultados de los proyectos financiados por los programas marco de investigación e innovación de la UE.
Los principales objetivos de CORDIS son los siguientes: 
- Facilitar la participación en las actividades comunitarias en el ámbito de la investigación;
- Mejorar la utilización de los resultados en materia de investigación prestando especial atención a los principales sectores que permiten la competitividad de Europa;
- Promover la difusión del conocimiento con el fin de estimular el rendimiento de las empresas en materia de innovación, sobre todo a través de la publicación de resultados de investigación obtenidos en los sucesivos programas marco financiados por la Unión Europea, así como la aceptación social de las nuevas tecnologías.